# Haus Pavenstedt
Das Haus Pavenstedt befindet sich in Bremen, Stadtteil Mitte, Ortsteil Ostertor, Osterdeich 6. Es entstand 1863.

Das Gebäude steht seit 2016 unter Bremer Denkmalschutz.

## Geschichte
Der Osterdeich war 1850 als neue vorgeschobene Deichlinie anstelle älterer Deichabschnitte entstanden. Die Deichkrone erhielt um 1850 eine Fahrbahn, die bis 1867 zum Sielwall führte. Der Deich wurde 1861 mit Bäumen bepflanzt. Auf und vor dem Deich wurde eine Promenade angelegt. An der Weser entwickelte sich ein bevorzugter Wohnort der Bremer Oberschicht.
Das dreigeschossige, verputzte Wohnhaus mit einem Satteldach, der Bossierung des Sockelgeschosses und Hochparterregeschosses wurde 1863 in der Epoche des Historismus im Stil des Klassizismus und der italienischen Neorenaissance für den Großkaufmann und Teilhaber der Firma E. Pavenstedt & Co. Edmund Pavenstedt (1810–1891) gebaut. Das großbürgerliche Bremer Haus mit dem Souterrain hat eine reich dekorierte Veranda mit vier filigranen Säulen. Im Inneren besticht die gut erhaltene Ausstattung in vorwiegend Renaissanceformen. Der unbekannte Architekt des Hauses könnte Heinrich Müller gewesen sein, der in der Nachbarschaft auch für andere Kaufleute geplant hat.
Das Landesamt für Denkmalpflege Bremen befand: „… Das Haus Pavenstedt zählt zu den frühen Beispielen dieser Entwicklung. Der noble dreigeschossige Putzbau zeigt in den Obergeschossen noch die zurückhaltende, ausgewogene Eleganz des Klassizismus …“
Das Haus gehörte ab den 1960/70er Jahren der Stadt. Es sollte für die sogenannte Mozarttrasse abgerissen werden. Diese Straße wurde nicht gebaut. 1982 musste das Gebäude saniert werden und war von 1982 bis 2016 als Janusz-Korczak-Haus Sitz der Landeszentrale für politische Bildung Bremen und ist Sitz der Deutsch-Polnischen Gesellschaft in Bremen. Heute (2018) wird das Haus auch durch andere Büros genutzt.
Hinweise: Aus der alten Familie Pavenstedt stammen Kaufleute, Juristen, Bürgerschaftsabgeordnete und ein Senator (Johann Eberhard Pavenstedt). Die Villa Pavenstedt von 1929 steht in Schwachhausen.